# Baselios Cleemis Thottunkal
Baselios Cleemis Thottunkal, właśc. Isaac Thottunkal (ur. 15 czerwca 1959 w Mukkoor, w stanie Kerala) – indyjski duchowny katolicki obrządku malankarskiego, arcybiskup większy Trivandrum, zwierzchnik Kościoła Syromalankarskiego, kardynał.

## Życiorys
Święcenia kapłańskie otrzymał 11 czerwca 1986 i został inkardynowany do eparchii Battery. Po święceniach został wysłany na studia teologiczne do Bengaluru, które ukończył w 1988 z tytułem magistra. W 1989 został mianowany rektorem niższego seminarium w Sultan Bathery oraz proboszczem parafii katedralnej. W 1991 wyjechał do Rzymu i rozpoczął studia z teologii ekumenicznej na Angelicum, ukończone sześć lat później z tytułem doktora. Po powrocie do kraju został kanclerzem kurii i ojcem duchownym niższego seminarium.
W dniu 18 czerwca 2001 został mianowany biskupem pomocniczym archidiecezji Trivandrum ze stolicą tytularną Chaialum oraz papieskim wizytatorem dla wiernych obrządku malankarskiego w Europie i Ameryce Północnej. Sakry biskupiej udzielił mu 15 sierpnia 2001 abp Cyril Baselios Malancharuvil.
Dwa lata później, 11 września 2003, został mianowany biskupem Tiruvalla (intronizacja odbyła się 2 października tegoż roku). W 2006 po reformie struktur administracyjnych Kościoła Syromalankarskiego został jej arcybiskupem.
8 lutego 2007 został wybrany przez synod swojego Kościoła na arcybiskupa większego Trivandrum oraz zwierzchnika Kościoła Syromalankarskiego. Dwa dni później papież Benedykt XVI zaakceptował i potwierdził ten wybór. Uroczyste wprowadzenie na urząd miało miejsce 10 marca 2007.
Dnia 24 października 2012 papież ogłosił, iż Thottunkal znajduje się wśród nowych kardynałów, których oficjalna kreacja nastąpiła na konsystorzu w dniu 24 listopada. 
W latach 2010–2014 był wiceprzewodniczącym Konferencji Biskupów Katolickich Indii (C.B.C.I.), a w latach 2014–2018 jej przewodniczącym. Brał udział w konklawe 2013, które wybrało papieża Franciszka oraz w konklawe 2025, które wybrało papieża Leona XIV.